# Usulután (miasto)
Usulután – miasto w południowo-wschodnim Salwadorze, położone na nadmorskiej nizinie na wysokości 90 m n.p.m. u stóp wulkanu Usulután. Znajduje się w odległości 110 km od stolicy kraju San Salvadoru. Ośrodek administracyjny departamentu Usulután. Ludność (2007): 51,5 tys. (miasto), 73,1 tys. (gmina).
Miasto zostało poważnie zniszczony przez huragan Mitch w 1998 i trzęsienie ziemi w 2001.
W mieście rozwinął się przemysł cukrowniczy oraz tytoniowy.